# Liste der Monuments historiques in Saint-Vallier-sur-Marne
Die Liste der Monuments historiques in Saint-Vallier-sur-Marne führt die Monuments historiques in der französischen Gemeinde Saint-Vallier-sur-Marne auf.

## Liste der Objekte
| Bezeichnung                                         | Beschreibung | Standort                        | Kennzeichnung | Schutzstatus | Datum | Bild |
| --------------------------------------------------- | ------------ | ------------------------------- | ------------- | ------------ | ----- | ---- |
| Zwei Glasbilder: Heiliger Georg und heiliger Martin |              | in der Kirche St-Vallier (Lage) | PM52001932    | Inscrit      | 2007  |      |